# Émile Louis Ragonot
Émile Louis Ragonot (12 de octubre de 1843 – 13 de octubre de 1895) fue un entomólogo francés. En 1885 se convirtió en el presidente de la Société entomologique de France.
Nombró 301 nuevos géneros de mariposas y polillas, en su mayoría pirálidos.
También, fue el autor de varios libros: 
- Diagnósticos de Phycitidae y Galleriidae de América del Norte (1887), publicado en París
- Nouveaux genres et espèces de Phycitidae & Galleriidae (1888)
- Essai sur une classification des Pyralites (1891-1892)
- Monographie des Phycitinae et des Galleriinae. pp.  1-602 En N. M. Romanoff. Mémoires sur les Lépidoptères. Tome VIII. N. M. Romanoff, Saint-Petersbourg. xli + 602 pp. (1901)

La colección de Ragonot se puede encontrar en el Museo Nacional de Historia Natural, París, Francia.

## Abreviatura (zoología)
La abreviatura Ragonot  se emplea para indicar a Émile Louis Ragonot como autoridad en la descripción y taxonomía en zoología.